# Nord-Aviation
Nord Aviation was een Frans vliegtuigfabrikant. Het was een staatsbedrijf, opgericht op 1 oktober 1954 na de overname van SFECMAS (Société Française d'Étude et de Construction de Matériels Aéronautiques Spéciaux) door de SNCAN (Société Nationale de Constructions Aéronautiques du Nord). De naam wordt ook gebruikt ter aanduiding van een specifiek door Nord geproduceerd toestel, de Pingouin.
Niettegenstaande de naam bevond de hoofdzetel van de firma zich in het midden van Frankrijk, op de luchthaven van Bourges in het departement Cher. De firma fuseerde in 1970 met Sud Aviation, hetgeen resulteerde in het bedrijf Société Nationale d'Industrie Aérospatiale (SNIAS), later omgedoopt in Aérospatiale hetwelk vervolgens in het jaar 2000 een van de componenten van het Europese luchtvaart en defensie consortium EADS werd.

## Door Nord Aviation (en voorganger SNCAN) geproduceerde vliegtuigen

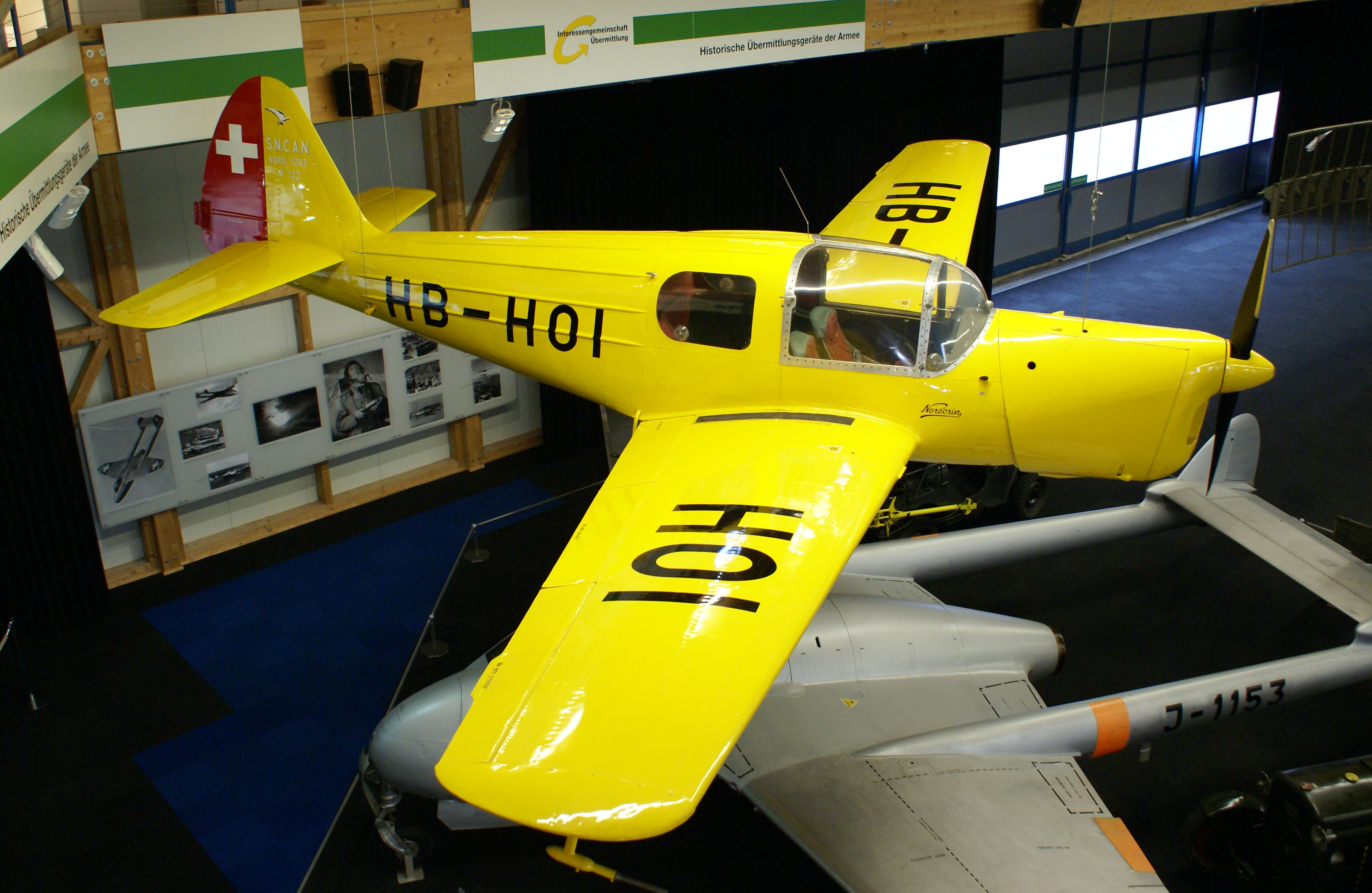
Nord 1203 Norécrin trainer

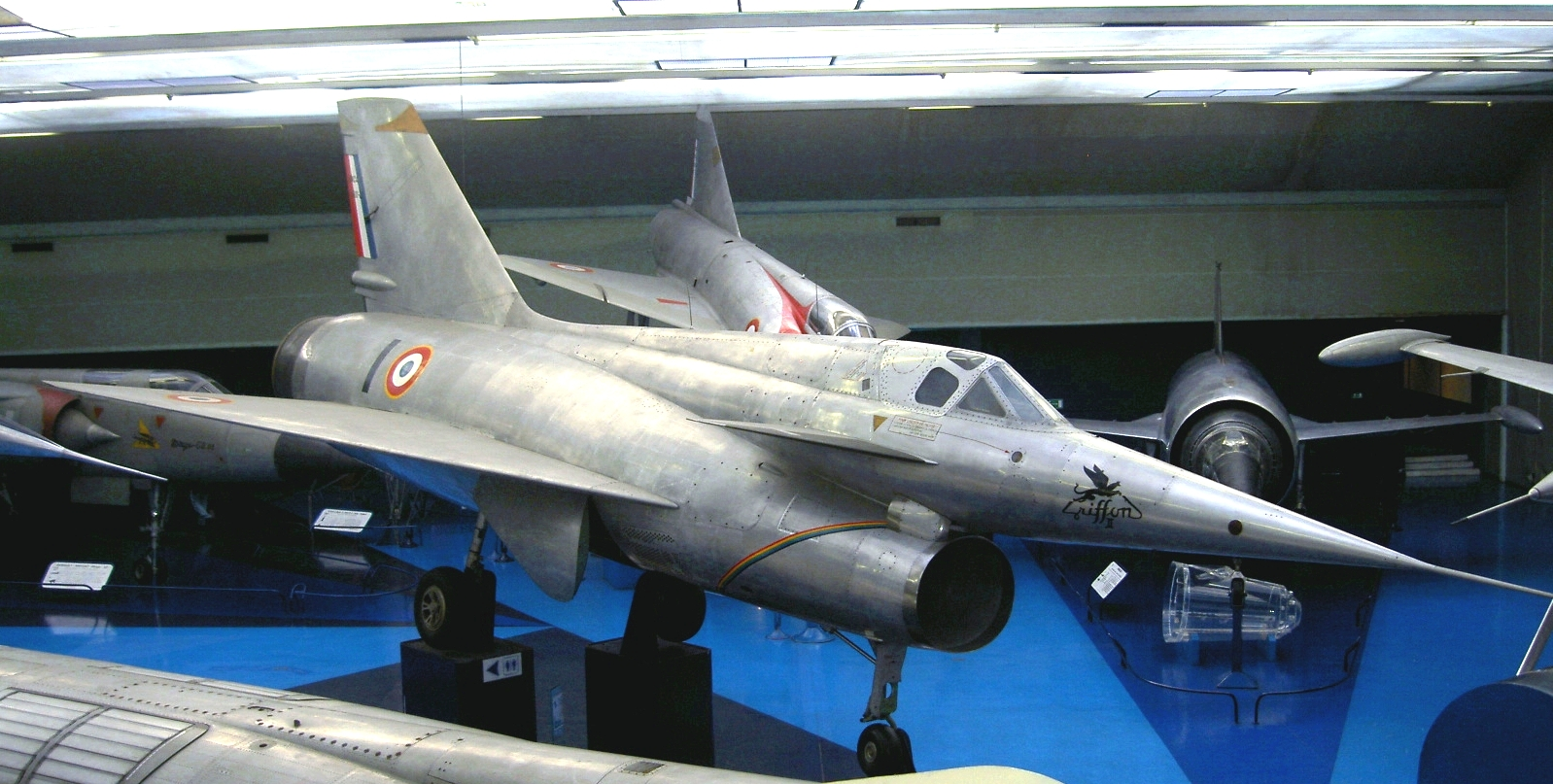
Nord 1500 prototype

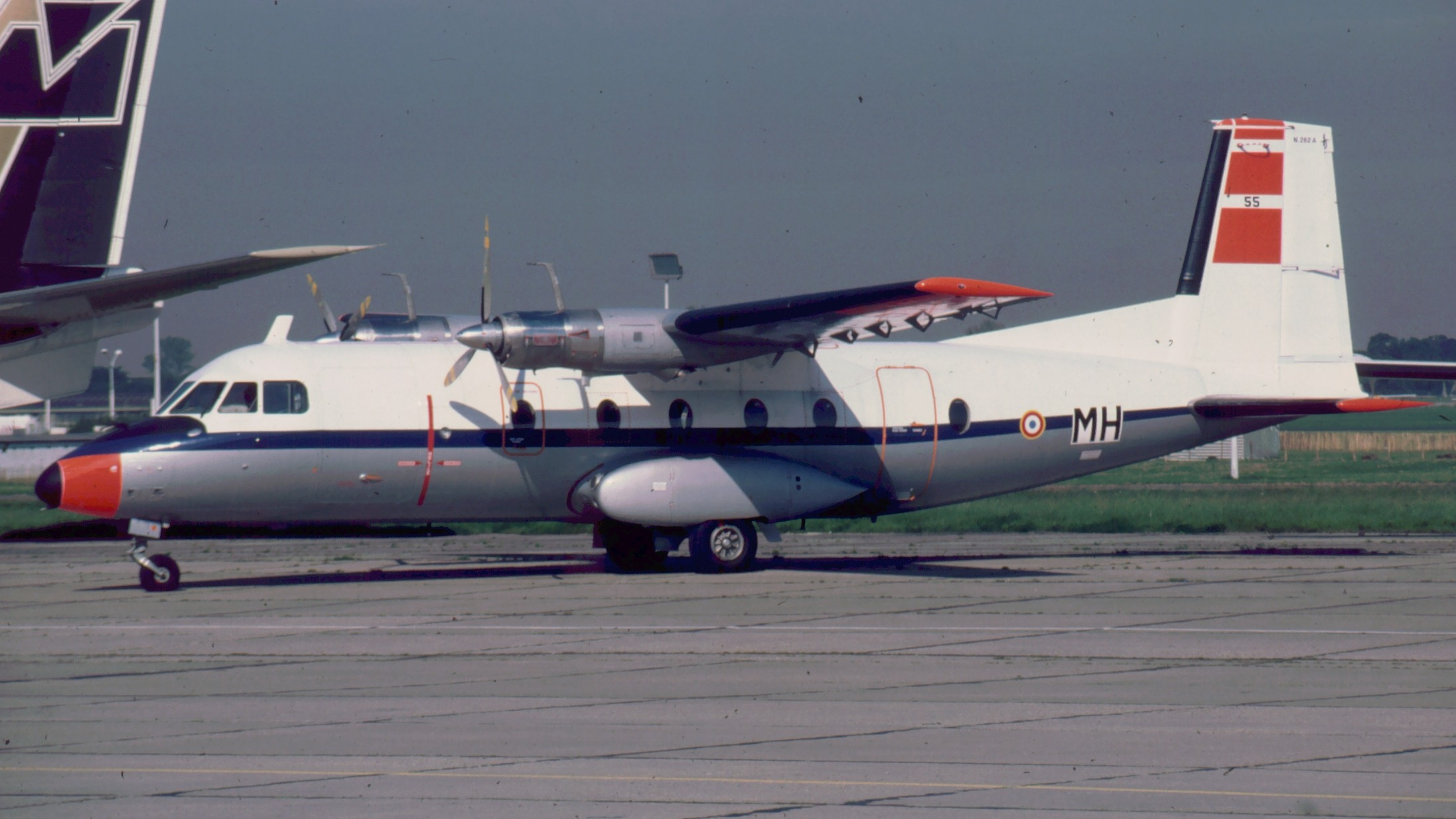
Nord 262 passagiersliegtuig

| Model                          | jaar | opmerking                                                 |
| ------------------------------ | ---- | --------------------------------------------------------- |
| Nord 1000 Pingouin             | 1944 | Communicatie en verbindingstoestel                        |
| Nord 1001 Pingouin I           | 1946 | Communicatie en verbindingstoestel                        |
| Nord 1002 Pingouin II          | 1946 | Communicatie en verbindingstoestel                        |
| Nord 1100 Noralpha             | 1944 | Prototype - verbindingstoestel                            |
| Nord 1101 Noralpha             | 1946 | verbindingstoestel                                        |
| Nord 1102 Noralpha             |      | verbindingstoestel                                        |
| Nord 1104 Noralpha             | 1950 | verbindingstoestel - prototype met specifieke motorisatie |
| Nord 1110 Nord-Astazou         | 1958 | prototype met specifieke motorisatie                      |
| Nord 1200 Norécrin             | 1945 | Tourer - Prototype                                        |
| Nord 1201 Norécrin             | 1947 | enkeldekker met vierzitscabine                            |
| Nord 1202 Norécrin II          |      | Tourer                                                    |
| Nord 1203 Norécrin II/III/IV/V | 1947 | Tourer                                                    |
| Nord 1204 Norécrin             | 1953 | Tourer                                                    |
| Nord 1221 Norélan              | 1948 |                                                           |
| Nord 1222 Norélan              | 1949 | Trainer                                                   |
| Nord 1223 Norélan              |      | Trainer                                                   |
| Nord 1226 Norélan              |      | prototype met specifieke motorisatie                      |
| Nord 1300                      | 1945 | Trainingszweefvliegtuig                                   |
| Nord 1400 Noroit               | 1948 | Vliegboot                                                 |
| Nord 1401 Noroit               | 1949 | Vliegboot                                                 |
| Nord 1402 Noroit               | 1949 | Vliegboot                                                 |
| Nord 1402A Gerfaut IA          | 1954 | Deltavleugel onderzoeksvliegtuig                          |
| Nord 1402B Gerfaut IB          |      | Deltavleugel onderzoeksvliegtuig                          |
| Nord 1405 Gerfaut II           | 1956 | Deltavleugel onderzoeksvliegtuig                          |
| Nord 1500 Noréclair            | 1947 | Torpedobommenwerper voor gebruik op vliegdekschepen       |
| Nord 1500 Griffon I            | 1955 | Onderzoekstoestel                                         |
| Nord 1500 Griffon II           | 1957 | Onderzoekstoestel                                         |
| Nord 1601                      | 1950 | Onderzoekstoestel                                         |
| Nord 1700 'Norélic'            | 1947 | helikopterprototype                                       |
| Nord 1710                      | 1950 | helikopterprototype                                       |
| Nord 1750 Norelfe              | 1954 | helikopterprototype                                       |
| Nord 2000                      | 1948 | Zweefvliegtuig                                            |
| Nord 2100 Norazur              | 1947 | Militair transportvliegtuig                               |
| Nord 2200                      | 1949 | Fighter                                                   |
| Nord 2500 Noratlas             | 1949 | Militair transportvliegtuig                               |
| Nord 2501 Noratlas             | 1950 | Militair transportvliegtuig                               |
| Nord 2502 Noratlas             | 1954 | Civiel transportvliegtuig                                 |
| Nord 2503 Noratlas             | 1956 | Engine test                                               |
| Nord 2504 Noratlas             | 1958 | French Navy flying classroom                              |
| Nord 2506 Noratlas             |      | Assault transport version                                 |
| Nord 2507 Noratlas             |      | Reddingsversie                                            |
| Nord 2508 Noratlas             | 1957 | Civiel vrachttoestel                                      |
| Nord 2800                      | 1950 | Trainer                                                   |
| Nord 3200                      | 1954 | trainer                                                   |
| Nord 3201                      | 1954 | trainer                                                   |
| Nord 3202                      | 1957 | trainer                                                   |
| Nord 3400 Norbarbe             | 1958 | Army observation                                          |
| Nord 262                       | 1962 | Civiel verkeersvliegtuig                                  |
| Nord 500                       | 1968 | VTOL onderzoekstoestel                                    |
| Nord CT20                      | 1957 | Radio-controlled drone                                    |